# A Matter of Life and Death World Tour
A Matter of Life and Death World Tour är en turné med det engelska heavy metal-bandet Iron Maiden, gjord i samband med deras fjortonde studioalbum A Matter of Life and Death 2006–2007. 
Turnépremiären var den 4 oktober, 2006 i Hartford, USA och turnéavslutningen var på Earls Court i England den 23 december 2006.
Scenografin följde albumomslagets tema som en bunker från andra världskriget. Bandmaskoten Eddie framträdde som en tre meter hög soldat under The Evil That Men Do och i en pansarvagn bakom trumsetet under Iron Maiden.

## Albumturné 2006
Turnén var den första och hittills enda där Iron Maiden spelade hela det nya albumet från början till slut, med samma låtordning som på albumet. 

## Festivalturné 2007
Under sommarkonserterna 2007 bytte turnén namn till A Matter of the Beast, för att uppmärksamma 25-årsjubileet av The Number of the Beast, och låtlistan blandades ut med fler klassiker.

## Sverige
I Sverige planerade Iron Maiden att spela tre konserter, en i Göteborg och två i Stockholm. Eftersom biljetterna sålde slut på en timme lades det till en extra konsert i Stockholm.  
Konsertdatumen var 17, 18 och 25 november för Stockholm och 20 november för Göteborg. Konserten den 18 november spelades in av Sveriges Radio och sändes i P3 Live.

## Kuriosa
Konceptet att spela hela det nya albumet från början till slut mottogs av blandad kritik, särskilt i USA där turnén började. Under den sjunde konserten, som var i New Jersey, höll en person i publiken upp ett plakat där det stod "Play Classics" (sv. spela klassiker). Sångaren Bruce Dickinson bad att få upp plakatet på scen där han direkt rev sönder det. Under en intervju med Iron Maidens trummis Nicko McBrain i den amerikanska radiostationen Q104.3 FM försvarade han bandets beslut att spela hela det nya albumet A Matter of Life and Death med kommentaren: "Man kan aldrig tillfredsställa alla hela tiden. Jag tror det här är det bästa som bandet någonsin gjort. Kom bara och njut av det. Det här är vad vi gör och det är vad vi vill göra." 

## Låtlista 2006
Intro: Mars, the Bringer of War ( Gustav Holst 1914–1916)
- Different World (A Matter of Life and Death, 2006)
- These Colours Don't Run (A Matter of Life and Death, 2006)
- Brighter Than a Thousand Suns (A Matter of Life and Death, 2006)
- The Pilgrim (A Matter of Life and Death, 2006)
- The Longest Day (A Matter of Life and Death, 2006)
- Out of the Shadows (A Matter of Life and Death, 2006)
- The Reincarnation of Benjamin Breeg (A Matter of Life and Death, 2006)
- For The Greater Good of God (A Matter of Life and Death, 2006)
- Lord of Light (A Matter of Life and Death, 2006)
- The Legacy (A Matter of Life and Death, 2006)
- Fear of the Dark (Fear of the Dark 1992)
- Iron Maiden (Iron Maiden, 1980)
- 2 Minutes to Midnight (Powerslave, 1984)
- The Evil That Men Do (Seventh Son of a Seventh Son, 1988)
- Hallowed Be Thy Name (The Number of the Beast, 1982)

## Låtlista 2007
Intro: Mars, the Bringer of War ( Gustav Holst 1914–1916)
1. Different World (A Matter of Life and Death, 2006)
2. These Colours Don't Run (A Matter of Life and Death, 2006)
3. Brighter Than a Thousand Suns (A Matter of Life and Death, 2006)
4. Wrathchild (Killers, 1981)
5. The Trooper (Piece of Mind, 1983)
6. Children of the Damned (The Number of the Beast, 1982)
7. The Reincarnation of Benjamin Breeg (A Matter of Life and Death, 2006)
8. For the Greater Good of God (A Matter of Life and Death, 2006)
9. The Number of the Beast (The Number of the Beast, 1982)
10. Fear of the Dark (Fear of the Dark, 1992)
11. Run to the Hills (The Number of the Beast, 1982)
12. Iron Maiden (Iron Maiden, 1980)
13. 2 Minutes to Midnight (Powerslave, 1984)
14. The Evil That Men Do (Seventh Son of a Seventh Son, 1988)
15. Hallowed Be Thy Name (The Number of the Beast, 1982)

## Banduppsättning
- Bruce Dickinson - sång
- Janick Gers - gitarr
- Dave Murray - gitarr
- Adrian Smith - gitarr
- Steve Harris - bas
- Nicko McBrain - trummor

## Fotnoter
1. ↑  blabbermouth.net - "IRON MAIDEN Drummer Defends Band's Decision To Play Entire New Album Live" Arkiverad 5 november 2006 hämtat från the Wayback Machine.